# Данило Стефанович
Данило Стефанович (или Стеванович) е министър-председател на Сърбия от януари до август 1875 година.

## Биография
Данило Стефанович е роден през 1815 година в Темешвар (днес Тимишоара, а тогава част от Австрийската империя). Баща му е околийски началник от Пореч (Долни Милановац), участвал в Първото сръбско въстание срещу османското владичество и избягал след погрома му на австрийска територия. След успеха на Второто въстание семейството се завръща в Сърбия. Данило получава начално образование в Пожаревац и Белград, чиракува при шивачи и се занимава с търговия.
През 1838 година Стефанович започва кариерата си в администрацията. Тогава е назначен за околийски началник в Поречкия край. Десет години по-късно е вече началник на Църноречкия окръг (с център Зайчар). Приз 50-те години е окръжен началник в Чачак и Пожаревац. От 1859 година е член на Държавния съвет на сръбското княжество.
През 1875 година, след оставката на Ачим Чумич, Данило Стефанович оглавява новото правителство и министерството на вътрешните работи. Правителството на Стефанович подпомага избухналото през същата година въстание в Босна и Херцеговина, като въоръжава и изпраща през границата чети за борба с турците. Противник на либералите и поддържаната от тях конституция от 1869 година, Стефанович съдейства на княз Милан Обренович за разпускане на Скупщината, но, въпреки полицейския натиск върху избирателите и опозиционните кандидати, опитът му да помогне на консерваторите на последвалите избори е напразен. След изборната победа на либералите Стефанович отстъпва властта на кабинет на Стевча Михайлович.
През 1879 година Стефанович се пенсионира. Умира на 20 ноември 1886 година в Белград.